# Makomanai
Makomanai (真駒内) és un barri i àrea del districte de Minami, Sapporo, Hokkaido, al Japó. És considerat el centre neuràlgic del districte de Minami, trobant-se a Makomanai les principals instal·lacions del districte, com el ajuntament de Minami.

## Geografia

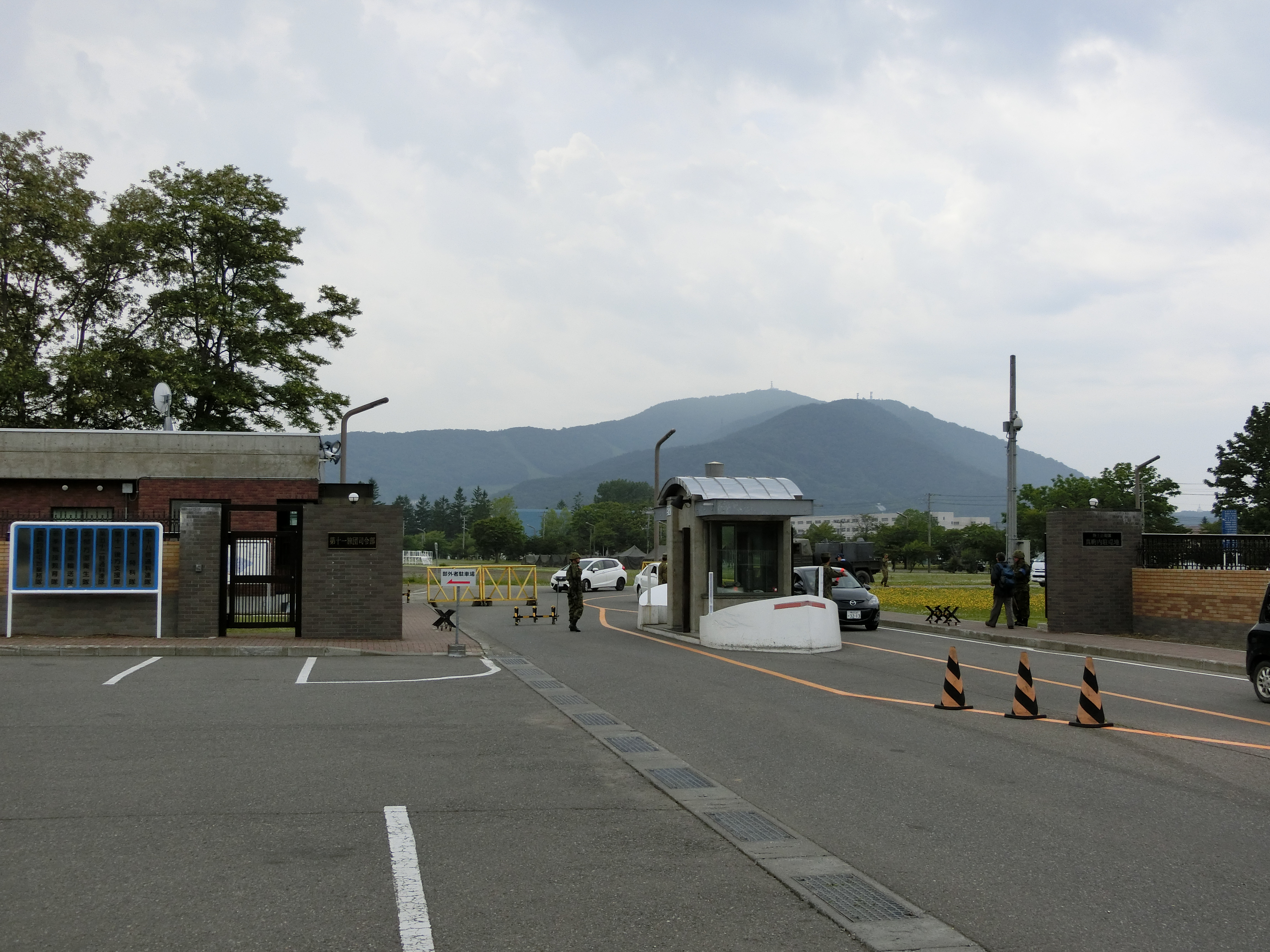
Entrada a la base de les FAJ

Geogràficament, Makomanai es troba al sud del terme municipal de Sapporo, a Minami-ku. El barri de Makomanai es troba connectat al centre urbà de Sapporo i disposa de bones comunicacions en transport, com els autobusos o una estació de metro. Al barri es troben algunes de les instal·lacions més importants del districte de Minami, com l'ajuntament de districte o les instal·lacions esportives dels Jocs Olímpics d'Hivern de 1972.

### Punts d'interés
- Ajuntament del districte de Minami.
- Makomanai Open Stadium.
- Makomanai Ice Arena.
- Estació de Makomanai.
- Santuari xintoista de Makomanai.
- Parc de Makomanai.
- Cementeri Takino de Makomanai.
- Camp de les Forces d'Autodefensa del Japó.

## Història

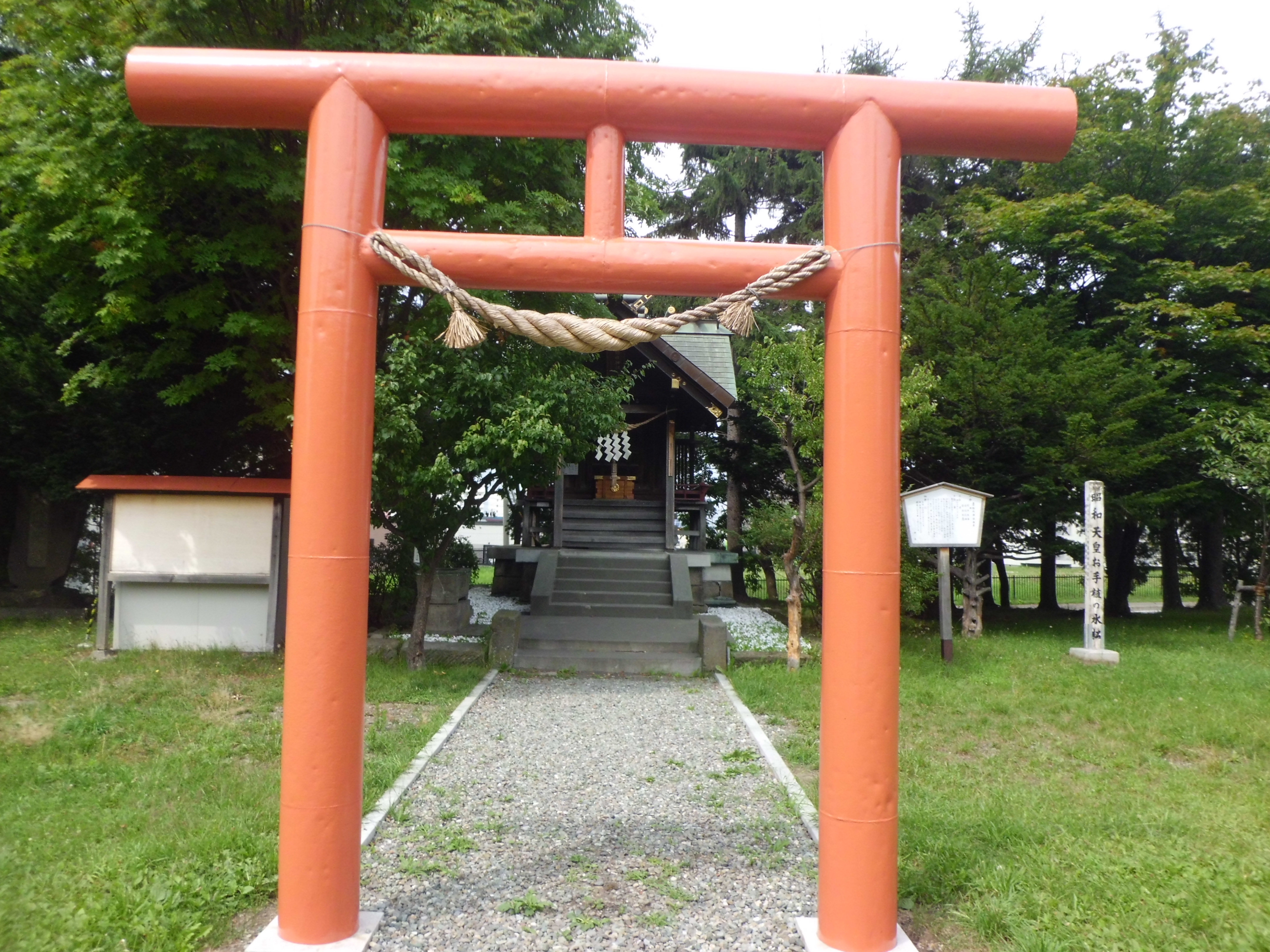
Santuari de Makomanai

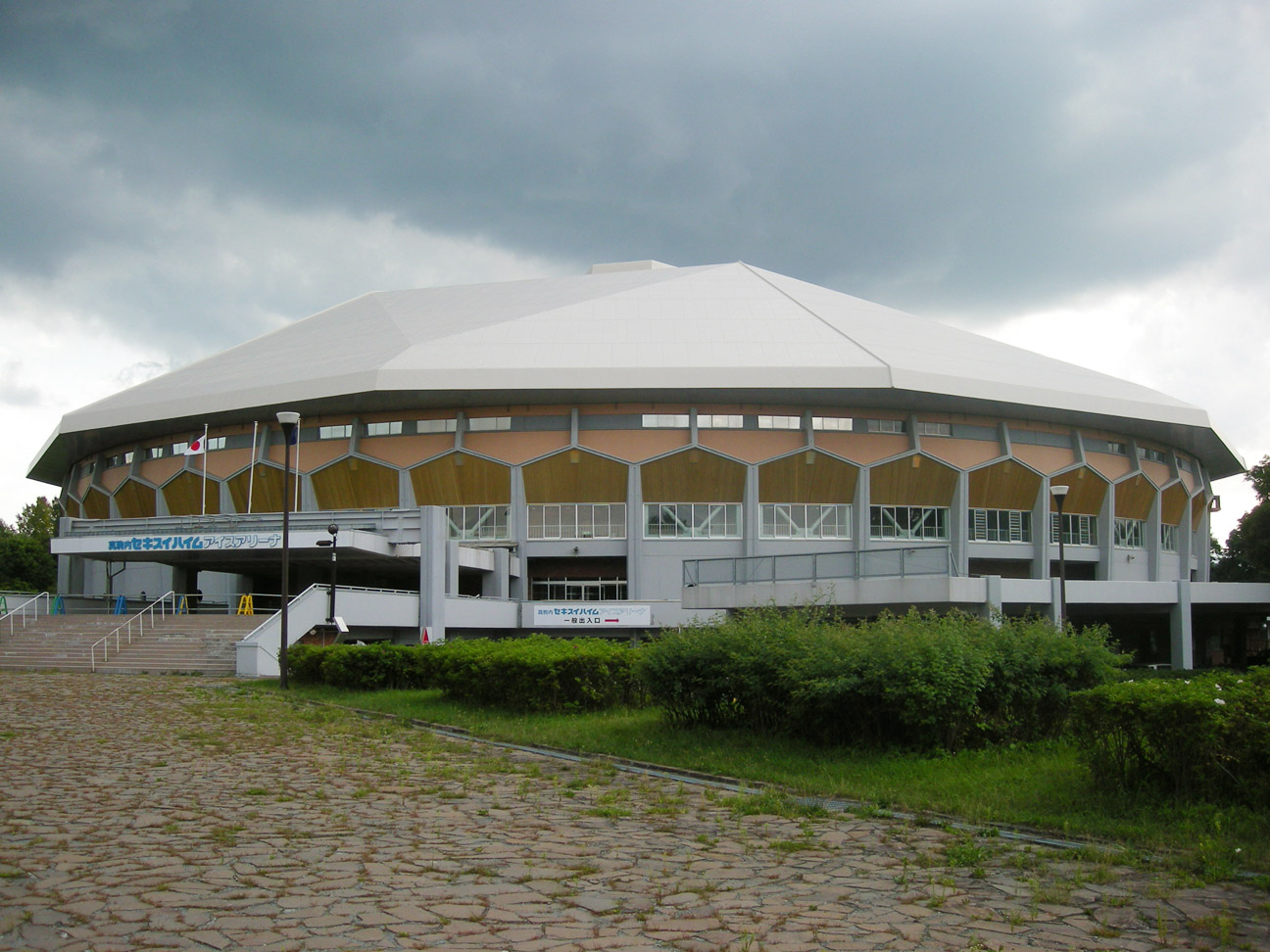
Makomanai Ice Arena, fet per a les olimpiades 1972, al Parc de Makomanai.

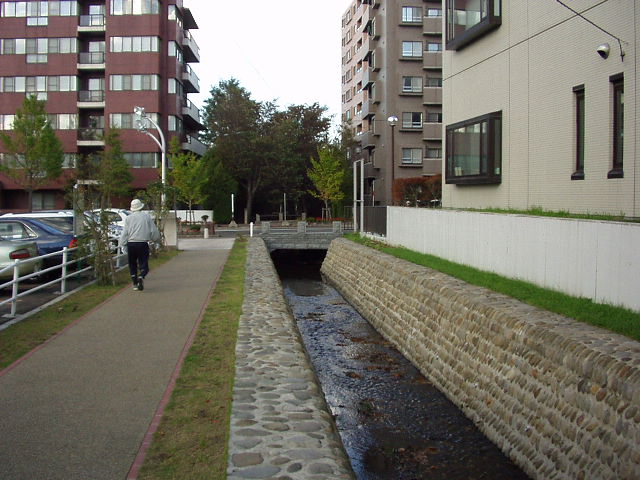
Canal del riu Makomanai al seu pas pel centre urbà (2004)

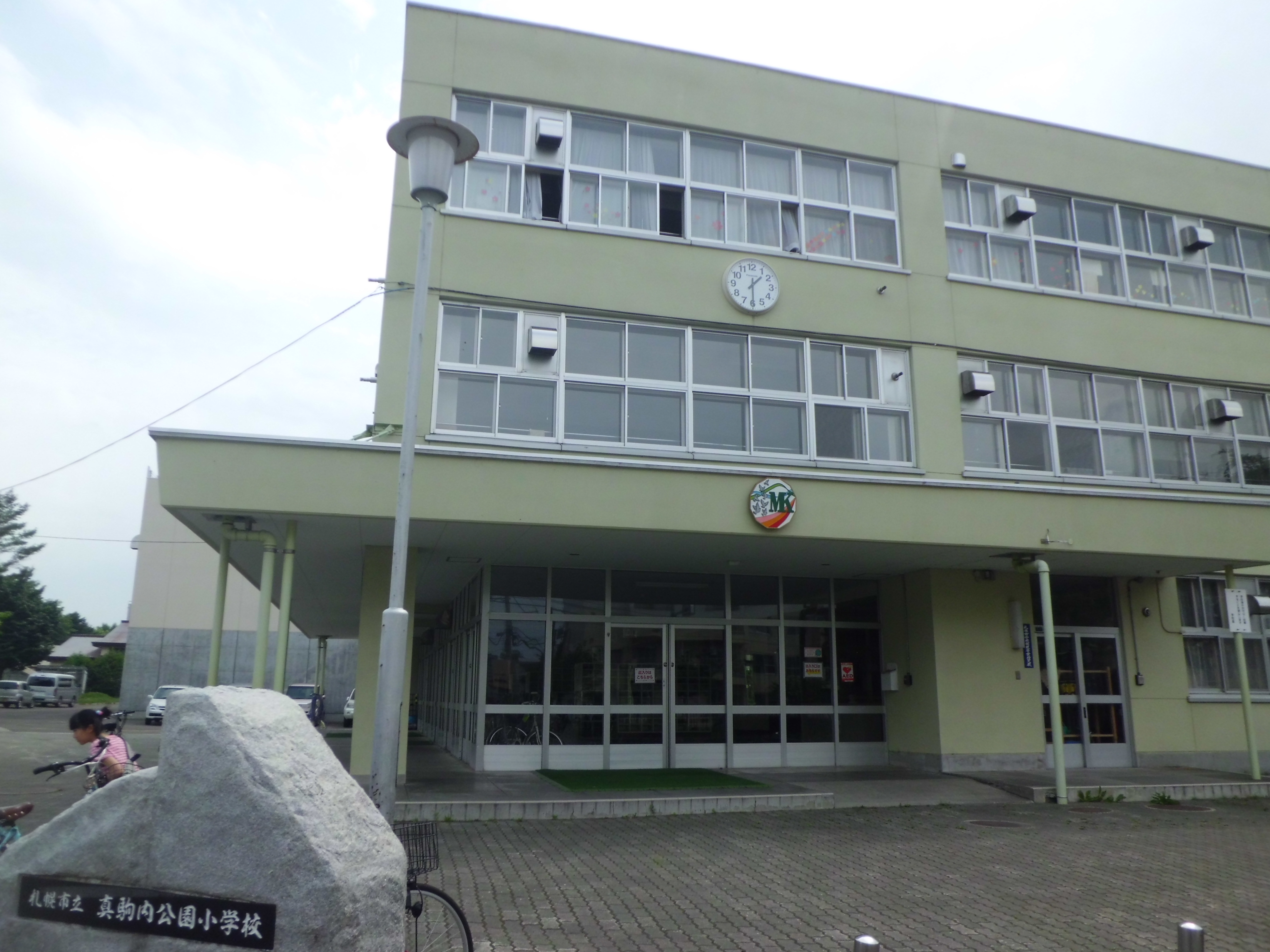
Escola primària Makomanai Koen

Abans de la guerra, a la zona de Makomanai era totalment agrària, trobant-se allà diverses granjes de cultiu i ramaderia. Pel territori de Makomanai passava la línia de ferrocarril a Jōzankei, tenint una estació a la zona. Makomanai va formar part fins al 1944 del municipi de Hiragishi (actualment un barri a Toyohira), passant aquest any a formar part del municipi de Toyohira i creant-se de manera oficial el barri de Makomanai.
Després de la guerra, les forces d'ocupació nord-americanes van requisar la zona i les granjes per fer un camp militar que es diria "Camp Crawford". Amb la retirada de les tropes nord-americanes el 1952, part del campament va ser traspassat a les Forces d'Autodefensa del Japó, tot i que la gran majoria del barri va començar a desenvolupar-se com a zona residencial, construint-se promocions d'habitatge públic. Al 1972, amb la celebració de les olimpiades d'hivern a Sapporo, Makomanai fou la seu de moltes instal·lacions per a les proves i també de la vila olímpica, on descansaven els esportistes. Aquest fet va fer desenvolupar-se a la zona, igual que a tota la regió i consolidar-se com una important zona residencial amb moderns carrers, infraestructueres i servicis.
El 1969 es tanca la línia de Jôzankei, però al 1971 s'obri l'estació de Makomanai del metro de Sapporo.

### Cronologia
- 1944: El municipi de Hiragishi s'integra en el de Toyohira, creant-se alhora el barri de Makomanai.
- 1949: S'inaugura l'escola primària Komaoka, sent la primera del barri.
- 1961: S'inaugura l'escola primària de Makomanai.
- 1961: El municipi de Toyohira és absorbit per Sapporo.
- 1963: S'estableix a Makomanai la seu per al Festival de la Neu de Sapporo.
- 1966: S'inaugura l'escola primària Makomanai Sud (Minami Makomanai).
- 1968: S'inaugura l'escola primària Makomanai akebono.
- 1971: S'inaugura el Metro de Sapporo i les estacions de Makomanai i Jieitai-Mae al barri.
- 1972: Se celebren diverses proves dels Jocs Olímpics d'Hivern de 1972 a Makomanai, sent també vila olímpica.
- 1972: Sapporo es declarada ciutat designada per decret, fundant-se així el districte de Minami i integrant-se Makomanai en ell.
- 1973: S'inaugura l'escola primària Makomanai midori.
- 2005: El festival de la neu deixa de celebrar-se a Makomanai.
- 2012: Tanquen les escoles primàries de Makomanai, Makomanai Minami, Makomanai Akebono i Makomanai Midori.
- 2012: S'inauguren les escoles primàries municipals de Makomanai koen i Makomanai Sakurayama.

## Transport

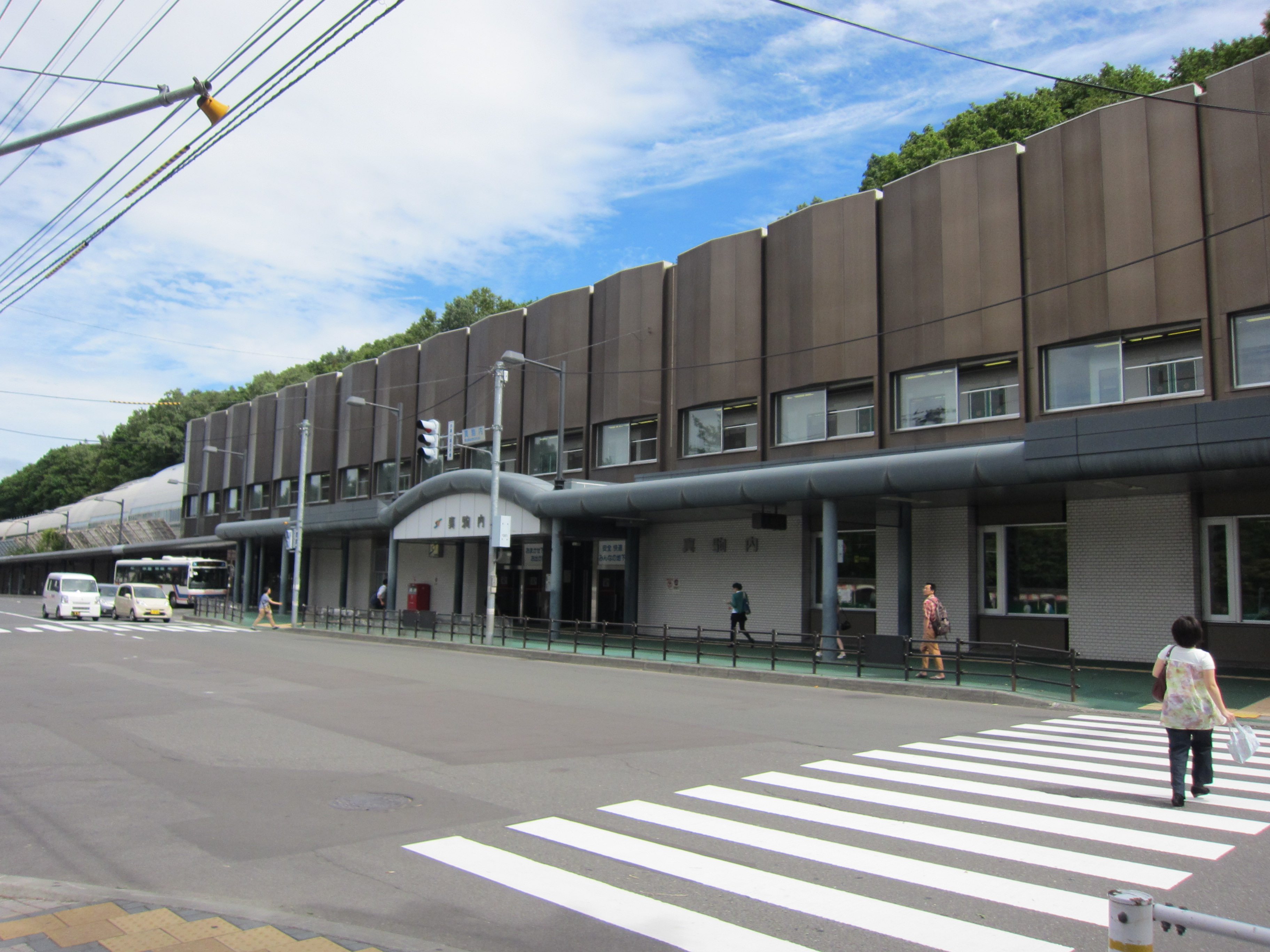
Estació de Makomanai (2005)

El barri està comunicat amb la resta de la ciutat per mitjà de la xarxa de metro municipal, a més de les línies privades d'autobusos urbans.

### Ferrocarril
- Metro de Sapporo, línia Nanboku.
  - Estació de Makomanai
  - Estació de Jieitai-Mae
- Línia de ferrocarril a Jôzankei (fins 1969)
  - Estació de Makomanai (Jōzankei)